# Могила Н. Н. Попудренко
Могила Н. Н. Попудренко — памятник истории местного (с 2010 года), ранее республиканского (1965-2009 годы) значения в Чернигове.

## История
Постановлением Совета Министров УССР от 21.07.1965 № 711 «Про утверждение списка памятников искусства, истории и археологии Украинской ССР» («Про затвердження списку пам'ятників мистецтва, історії та археології Української РСР») присвоен статус памятник истории республиканского значения под названием Могила руководителя партизанского соединения Героя Советского Союза Н. Н. Попудренко.
Постановлением Кабинета министров Украины от 03.09.2009 № 928 «Про занесение объектов культурного наследия национального значения в Государственный реестр недвижимых памятников Украины» («Про занесення об'єктів культурної спадщини національного значення до Державного реєстру нерухомих пам'яток України») утратило силу Постановление Кабинета Министров УССР от 21.07.1965 № 711.
Постановлением Министерства культуры и туризма Украины от 03.02.2010 № 58/0/16-10 (в редакции от 16.06.2011 № 453/0/16-11) присвоен статус памятник истории местного значения под охранным № 55220-Чр.

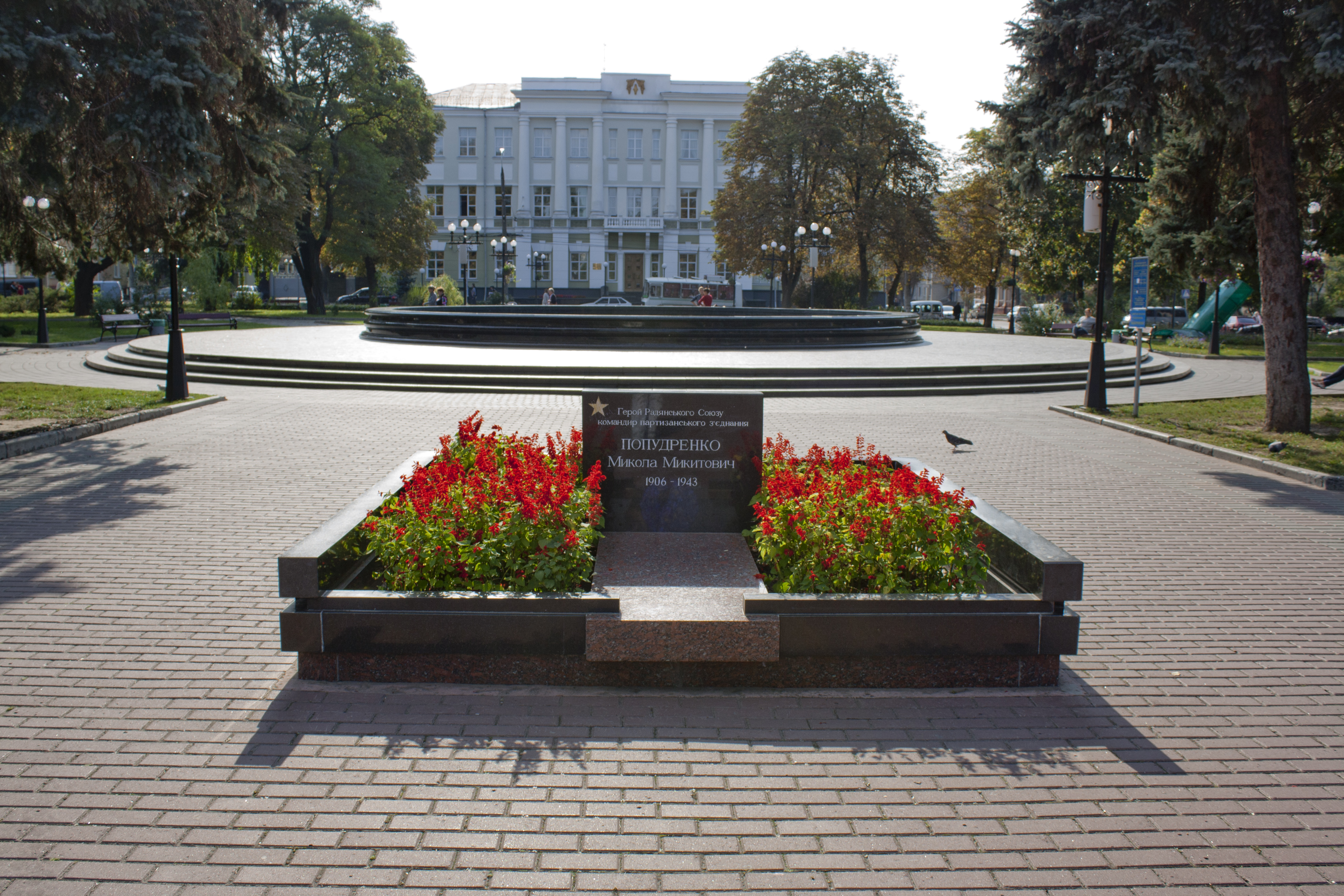
Могила в 2012 году в сквере имени Н. Н. Попудренко

10 июля 2017 года могилы В. Л. Капранова и Н. Н. Попудренко были перезахоронены на городском кладбище «Яцево», а на их месте были разбиты клумбы. Перенесённая могила на городское кладбище сохранила прежний вид. 
Памятник истории не имел собственной «территории памятника», был расположен в «комплексной охранной зоне памятников исторического центра города», согласно правилам застройки и использования территории. Не установлена информационная доска.

## Описание
Командир партизанского соединения Черниговской области Николай Никитич Попудренко погиб в бою с немецко-фашистскими захватчиками 6 июля 1943 года в Злынковских лесах Брянской области, где и был похоронен. В 1944 году прах Н. Н. Попудренко был перенесён в Чернигов. Герой Советского Союза Николай Никитич Попудренко был похоронен в сквере, названного в честь Героя. Был установлен гранитный обелиск пирамидальной формы с пятиугольной звездой с бронзовым барельефом героя и мемориальной надписью. 
В 2002 году в ходе реконструкции сквера на могиле Героя сооружён новый памятник — стела-плита из чёрного гранита, которая опирается на гранитную плиту. На стеле-плите имеется надпись «Герой Радянського Союзу командир партизанського з’єднання Попудренко Микола Микитич 1906—1943».